# Komedia romantyczna (film)
Komedia romantyczna (ang. Date Movie) – amerykański film fabularny z roku 2006. Sparodiowane zostały w nim – zgodnie z tytułem – popularne komedie romantyczne oraz pozycje z innych gatunków.

## Obsada

### Rodzina Walicórskich
- Alyson Hannigan jako Julia Walicórska zd. Jones
- Adam Campbell jako Grant Walicórski, mąż Julii
- Jennifer Coolidge jako Roz Walicórska, matka Granta i żona Berniego
- Fred Willard jako Bernie Walicórski, ojciec Granta i mąż Roz

### Rodzina Jones
- Meera Simhan jako Linda Jones, matka Julii i żona Franka
- Eddie Griffin jako Frank Jones, ojciec Julii i mąż Lindy
- Marie Matiko jako Betty Jones, siostra Julii oraz córka Lindy i Franka

### Pozostali
- Carmen Electra jako Anne
- Tony Cox jako Hitch, swat
- Judah Friedlander jako Nicky, pracownik Jonesów i wybranek ojca Julii na zięcia
- Mauricio Sanchez jako Eduardo, gosposia Walicórskich
- Valery M. Ortiz jako Jell-O, organizatorka ślubu
- Jasen Salvatore jako Ben Stiller
- Tom Lenk jako Frodo Baggins
- Tom Fitzpartick jako Gandalf
- Nadia Dina Arigat jako Britney
- Lil Jon jako on sam

## Nagrody
W 2007 roku aktorka Carmen Electra, filmowa Anne, zdobyła Złotą Malinę za najgorszą rolę drugoplanową.